# Forrestville
Forrestville és una concentració de població designada pel cens dels Estats Units a l'estat de Pennsilvània. Segons el cens del 2000 tenia 431 habitants.

## Demografia
Segons el cens del 2000, Forrestville tenia 431 habitants, 191 habitatges, i 126 famílies. La densitat de població era de 195,8 habitants per quilòmetre quadrat.
Dels 191 habitatges en un 24,6% hi vivien nens de menys de 18 anys, en un 50,8% hi vivien parelles casades, en un 12% dones solteres, i en un 34% no eren unitats familiars. En el 30,9% dels habitatges hi vivien persones soles el 15,2% de les quals corresponia a persones de 65 anys o més que vivien soles. El nombre mitjà de persones vivint en cada habitatge era de 2,26 i el nombre mitjà de persones que vivien en cada família era de 2,84.
Per edats la població es repartia de la següent manera: un 17,6% tenia menys de 18 anys, un 6,7% entre 18 i 24, un 24,8% entre 25 i 44, un 27,1% de 45 a 60 i un 23,7% 65 anys o més.
L'edat mediana era de 46 anys. Per cada 100 dones de 18 o més anys hi havia 88,8 homes.
La renda mediana per habitatge era de 35.156 $ i la renda mediana per família de 41.250 $. Els homes tenien una renda mediana de 36.250 $ mentre que les dones 20.313 $. La renda per capita de la població era de 20.599 $. Entorn del 5,3% de les famílies i el 6,9% de la població estaven per davall del llindar de pobresa.

## Poblacions properes
El següent diagrama mostra les poblacions més properes.